# تيراف آيت أونزار
تيراف آيت أونزار هو دُوَّار يقع بجماعة كتاوة، إقليم زاكورة، جهة درعة تافيلالت في المملكة المغربية. ينتمي الدوّار لمشيخة تيراف آيت أونزار التي تضم دوار واحد. يقدر عدد سكانه بـ 390 نسمة حسب الإحصاء الرسمي للسكان والسكنى لسنة 2004.

## روابط خارجية
- البوابة الوطنية للجماعات الترابية نسخة محفوظة 12 مارس 2018 على موقع واي باك مشين.
- المندوبية السامية للتخطيط

<a